# 주덕명
주덕명(朱德明, ? ~ 1031년 9월 15일(음력 8월 26일))은 고려의 문신이다. 본관은 나주(羅州)이다.

## 생애
1018년(고려 현종(顯宗) 9년) 음력 9월 19일(양력 10월 30일) 공부상서(工部尙書)로 임명되었다.
1021년(고려 현종(顯宗) 12년) 음력 3월 7일(양력 4월 21일) 상서좌복야(尙書左僕射)에 올랐다.
1023년(현종 14년) 음력 1월 17일(양력 2월 10일) 진함조(晋含祚)가 상서좌복야가 되면서 주덕명(朱德明)은 상서우복야(尙書右僕射)로 임명되었다.
1031년(덕종(德宗) 즉위년) 음력 8월 26일(양력 9월 15일) 좌복야(左僕射) 주덕명(朱德明)이 죽자 조회를 하루 중지하였다.